# Termitoonops bouilloni
Termitoonops bouilloni is een spinnensoort in de taxonomische indeling van de Dwergcelspinnen (Oonopidae).
Het dier behoort tot het geslacht Termitoonops. De wetenschappelijke naam van de soort werd voor het eerst geldig gepubliceerd in 1964 door P. L. G. Benoit.